# Serie B 1992-1993 (calcio femminile)
L'edizione 1992-1993 è stata la ventiquattresima edizione del campionato di Serie B femminile italiana di calcio.

## Stagione

### Novità
Variazioni prima dell'inizio del campionato:
cambi di denominazione e sede:
- da "A.F. Calcio Milan" ad "A.C.F. Milan" di Milano,
- da "A.C.F. Spinettese" di Spinetta Marengo ad "A.C.F. Alessandria" di Alessandria;

hanno rinunciato al campionato di Serie B per iscriversi alla Serie C Regionale:
- "A.S.F. Francavilla C.F." di Francavilla al Mare (11ª nel girone B della Serie B),
- "Pol. Villanova" di Guidonia Montecelio (promossa dalla Serie C laziale);

hanno rinunciato al campionato di Serie B (inattive):
- "A.C.F. Ancosped" (12ª nel girone B della Serie B),
- "A.C.F. Casertana" (5ª nel girone B della Serie B);

società non avente diritto ammessa in Serie B:
- "Picenum C.F." (14ª nel girone B della Serie B e retrocessa in Serie C Regionale).

### Formula
Vi hanno partecipato 30 squadre divise in due gironi. La prima classificata di ognuno dei due gironi viene promossa in Serie A, mentre la terza squadra promossa è stata determinata da uno spareggio in campo neutro tra le seconde classificate. Le ultime tre classificate di ciascun girone vengono retrocesse nei rispettivi campionati regionale di Serie C.

## Girone A

### Squadre partecipanti
| Club                       | Città                    | Stagione 1991-1992                         |
| -------------------------- | ------------------------ | ------------------------------------------ |
| A.C.F. Alessandria         | Alessandria              | 11º posto in Serie B/A                     |
| C.S.R. Azalee              | Gallarate                | 8º posto in Serie B/A                      |
| A.C.F. Calendasco Piacenza | Calendasco               | in Serie C Emilia Romagna                  |
| A.C.F. Conavi Carrara      | Marina di Carrara        | 15º posto in Serie A                       |
| A.C.F. Cuneo               | Cuneo                    | 1º posto in Serie C Piemonte-Valle d'Aosta |
| A.C.S. Delfino             | Cagliari                 | 12º posto in Serie B/A                     |
| Pol. La Stalla Imola C.F.  | Imola                    | in Serie C Emilia Romagna                  |
| A.C.F. Lugo                | Lugo                     | 8º posto in Serie B/A                      |
| A.C.F. Milan               | Milano                   | 4º posto in Serie B/A                      |
| Pol. Real Torino           | Torino                   | 4º posto in Serie B/A                      |
| C.F. Riva                  | Riva del Garda           | 3º posto in Serie B/A                      |
| U.S.C.F. Rossiglionese     | Rossiglione              | 10º posto in Serie B/A                     |
| U.S. San Secondo           | San Secondo di Pinerolo  | 4º posto in Serie B/A                      |
| A.C.F. Santarcangelo       | Santarcangelo di Romagna | 13º posto in Serie B/A                     |
| G.S.F. Spezia              | La Spezia                | 1º posto in Serie C Liguria                |
| U.S.C.F. Vittorio Veneto   | Vittorio Veneto          | 4º posto in Serie B/A                      |

### Classifica finale
|  | Pos. | Squadra             | Pt      | G  | V  | N  | P  | GF | GS | DR  |
|  | ---- | ------------------- | ------- | -- | -- | -- | -- | -- | -- | --- |
|  | 1.   | Riva del Garda      | 47      | 28 | 20 | 7  | 12 | 78 | 21 | +57 |
|  | 2.   | Carrara             | 42      | 28 | 16 | 10 | 2  | 46 | 19 | +27 |
|  | 3.   | Lugo                | 42      | 28 | 17 | 8  | 3  | 64 | 30 | +34 |
|  | 4.   | ACF Milan           | 42      | 28 | 17 | 8  | 3  | 59 | 24 | +35 |
|  | 5.   | Alessandria         | 36      | 28 | 12 | 12 | 4  | 57 | 38 | +19 |
|  | 6.   | Spezia              | 34      | 28 | 13 | 8  | 7  | 41 | 33 | +8  |
|  | 7.   | Calendasco Piacenza | 30      | 28 | 10 | 10 | 8  | 41 | 26 | +15 |
|  | 8.   | Vittorio Veneto     | 28      | 28 | 10 | 8  | 10 | 50 | 52 | -2  |
|  | 9.   | La Stalla Imola     | 27      | 28 | 8  | 9  | 11 | 22 | 25 | -3  |
|  | 9.   | Delfino             | 27      | 28 | 10 | 7  | 11 | 32 | 36 | -4  |
|  | 11.  | Santarcangelo       | 20      | 28 | 5  | 10 | 13 | 28 | 48 | -20 |
|  | 12.  | San Secondo         | 19      | 28 | 7  | 5  | 16 | 29 | 43 | -14 |
|  | 13.  | Cuneo (-1)          | 11      | 28 | 3  | 6  | 19 | 12 | 52 | -40 |
|  | 14.  | Rossiglionese       | 8       | 28 | 2  | 4  | 22 | 11 | 65 | -54 |
|  | 15.  | Azalee (-1)         | 5       | 28 | 1  | 4  | 23 | 22 | 80 | -58 |
|  | ---  | Real Torino         | Escluso |    |    |    |    |    |    |     |

Legenda:
      Promossa in Serie A
 Ammessa al play-off promozione
      Retrocessa in Serie C
      Esclusa dal campionato
Note:
Due punti a vittoria, uno a pareggio, zero a sconfitta.
Il Cuneo e le Azalee hanno scontato 1 punto di penalizzazione per una rinuncia.
Il Real Torino è stato escluso dal campionato dopo 4 rinunce all'ottava giornata di ritorno (28 marzo 1993).
Il San Secondo non si è successivamente iscritto alla Serie B 1993-1994.
Il Lugo e il Delfino sono stati successivamente ammessi in Serie A 1993-1994 a completamento organici.

### Spareggio per il secondo posto
|         | Risultati   |      | Luogo e data              |
| ------- | ----------- | ---- | ------------------------- |
| Carrara | 3 - 2 (dtr) | Lugo | Calendasco, 6 giugno 1993 |
|         |             |      |                           |

## Girone B

### Squadre partecipanti
| Club                      | Città                    | Stagione 1991-1992           |
| ------------------------- | ------------------------ | ---------------------------- |
| A.S. C.F. Carignano Terme | Fano                     | 1º posto in Serie C Marche   |
| G.S. Fiamma Crisal        | Chiaravalle Centrale     | 1º posto in Serie C Calabria |
| A.S. Fiamma Roma          | Roma                     | 6º posto in Serie B/B        |
| A.S. Gravina C.F.         | Gravina in Puglia        | 1º posto in Serie C Puglia   |
| S.S. Ideal Club Incisa    | Incisa in Val d'Arno     | 7º posto in Serie B/B        |
| C.F. Libertas Copertino   | Copertino                | 10º posto in Serie B/B       |
| A.C.F. Libertas Vasto     | Vasto                    | 8º posto in Serie B/B        |
| A.C.F. Napoli             | Napoli                   | 3º posto in Serie B/B        |
| A.C.F. Perugia            | Perugia                  | 3º posto in Serie B/B        |
| Picenum C.F.              | San Benedetto del Tronto | 14º posto in Serie B/B       |
| Pisa S.C.F.               | Pisa                     | 1º posto in Serie C Toscana  |
| A.C.F. Porto Sant'Elpidio | Porto Sant'Elpidio       | 13º posto in Serie B/B       |
| A.C.F. Prato Sport        | Prato                    | 16º posto in Serie A         |
| A.C.F. Roseto             | Roseto degli Abruzzi     | 1º posto in Serie C Abruzzo  |
| A.C.F. Salernitana        | Salerno                  | 1º posto in Serie C Campania |
| C.F. Valmontone           | Valmontone               | 9º posto in Serie B/B        |

### Classifica finale
|  | Pos. | Squadra            | Pt | G  | V  | N  | P  | GF | GS  | DR  |
|  | ---- | ------------------ | -- | -- | -- | -- | -- | -- | --- | --- |
|  | 1.   | ACF Napoli         | 53 | 30 | 24 | 5  | 1  | 83 | 18  | +65 |
|  | 2.   | Fiamma Roma        | 48 | 30 | 20 | 8  | 2  | 63 | 25  | +38 |
|  | 3.   | Pisa               | 46 | 30 | 20 | 6  | 4  | 87 | 29  | +58 |
|  | 4.   | Libertas Vasto     | 43 | 30 | 18 | 7  | 5  | 61 | 28  | +33 |
|  | 5.   | ACF Perugia        | 37 | 30 | 14 | 9  | 7  | 50 | 32  | +18 |
|  | 6.   | Ideal Club Incisa  | 35 | 30 | 13 | 9  | 8  | 45 | 30  | +15 |
|  | 7.   | Valmontone         | 33 | 30 | 13 | 7  | 10 | 56 | 35  | +21 |
|  | 8.   | Gravina in Puglia  | 31 | 30 | 13 | 5  | 12 | 44 | 36  | +8  |
|  | 8.   | Salernitana        | 31 | 30 | 12 | 7  | 11 | 33 | 36  | -3  |
|  | 10.  | Libertas Copertino | 28 | 30 | 11 | 6  | 13 | 40 | 47  | -7  |
|  | 11.  | Carignano Terme    | 25 | 30 | 9  | 7  | 14 | 53 | 47  | +6  |
|  | 12.  | Prato Sport        | 23 | 30 | 7  | 9  | 14 | 24 | 42  | -18 |
|  | 13.  | Picenum            | 20 | 30 | 5  | 10 | 5  | 19 | 44  | -25 |
|  | 14.  | Porto Sant'Elpidio | 17 | 30 | 4  | 9  | 17 | 36 | 73  | -37 |
|  | 15.  | Roseto             | 6  | 30 | 2  | 2  | 26 | 17 | 91  | -74 |
|  | 16.  | Fiamma Crisal      | 4  | 30 | 1  | 2  | 27 | 7  | 105 | -98 |

Legenda:
      Promossa in Serie A
 Ammessa al play-off promozione
      Retrocessa in Serie C
Note:
Due punti a vittoria, uno a pareggio, zero a sconfitta.
Il Libertas Vasto e il Libertas Copertino non si sono successivamente iscritti alla Serie B 1993-1994.

## Spareggio promozione
Non essendo pari lo scambio promosse/retrocesse con la Serie A, per determinare la terza squadra promossa si disputò uno spareggio in campo neutro tra le seconde squadre classificate dei due gironi.
|         | Risultati |             | Luogo e data                             |
| ------- | --------- | ----------- | ---------------------------------------- |
| Carrara | 2 - 0     | Fiamma Roma | Passignano sul Trasimeno, 13 giugno 1993 |
|         |           |             |                                          |

## Verdetti finali
- Riva, Napoli e Conavi Carrara promosse in Serie A.
- Rossiglionese, Azalee, Real Torino, Porto Sant'Elpidio, Roseto e Fiamma Crisal retrocesse nei rispettivi campionati regionali di Serie C.